# Tilh
Tilh är en kommun i departementet Landes i regionen Nouvelle-Aquitaine i sydvästra Frankrike. Kommunen ligger i kantonen Pouillon som tillhör arrondissementet Dax. År 2022 hade Tilh 841 invånare.

## Befolkningsutveckling
Antalet invånare i kommunen Tilh
Referens:INSEE